# Dragons Handi Rugby XIII
Maillots
Les Dragons Handi Rugby XIII sont un club de rugby à XIII en fauteuil roulant français créé en novembre 2007, basé à Perpignan et présidé par Axel Lliboutry, et entraîné par Gilles Clausells.
L'équipe première, évolue en Championnat de France depuis 2009 et dispute annuellement la Challenge Cup en rugby à XIII Fauteuil (en) et l'European Club Challenge (en), une compétition opposant le vainqueur du Championnat d'Angleterre (en) et du Championnat de France. L’équipe seconde évolue également en Championnat de France.
Le club compte en son sein de nombreux internationaux français (Gilles Clausells (en) et son neveu Nicolas Clausells (en)) qui ont remporté la Coupe du monde en 2013 et 2017.

## Histoire
Le club est fondé en novembre 2007 sous l’impulsion de Axel Lliboutry, fils de Jacques Lliboutry, président du XIII Catalan en 1992 et 2002 et petit-fils de René Lliboutry,  secrétaire général du même club entre 1958 à 1966.
En 2015, une compétition européenne, premice du Challenge européen est organisée avec un format aller-retour. L’équipe des dragons affronte alors Leyland Warriors. Le club français s’impose dans les deux matches, 40–30 en Angleterre et 54–20 en France,.
En 2022, le joueur catalan Seb Bechara (en) gagne l'IRL Golden Boot. La même année, le club a dans son palmarès deux titres européens obtenu en 2010 et 2015.. 
En 2023, c’est Jérémy Bourson (en) qui gagne le prestigieux trophée
En 2024, le club gagne son second titre dans l'European Club Challenge.  En 2024, ils sont en lice pour un quatrième titre au niveau européen.
En 2024, alors que le club devait rejoindre la RFL Wheelchair Super League (en), leur dossier est finalement rejeté.Une troisième équipe jouait en développement la même année, à la suite du retour d’internationaux après la coupe du monde de 2022.
Pour la saison 2025, l’équipe première et seconde participe au championnat de France après la victoire de celle-ci en Élite 2,. Ils gagnent leur 12e coupe de France face à Montauban sur le score de 56 - 29. Après avoir écarté le Toulouse olympique XIII, le club est en finale du championnat, face à l’équipe seconde de Montauban. Ils gagnent le match 70 à 38. L'équipe seconde catalane est quant à elle engagée en demi-finale du challenge XIII Fauteuil face à Toulon, match que l’équipe gagne. Elle se retrouve en finale face à Biganos,,. Après disputes entre l’équipe nationale française et anglaise, le club catalan est retiré de la Challenge Cup.

## Palmarès
Le tableau suivant récapitule les performances des  Dragons Handi  dans les compétitions auxquelles la franchise a pris part.
| Championnats | Championnats de 2e division  | Challenge Cup                                    | European Club Challenge                | Coupe de France |
| - Vainqueur (14) : 2008, 2009, 2010, 2011, 2013, 2014, 2015, 2016, 2018, 2019, 2022, 2023, 2024, 2025 - Finale (2) : 2012, 2017 | - Vainqueur (2) : 2024, 2025 | - Vainqueur (2) : 2023, 2024 - Finale (1) : 2022 | - Vainqueur (2) : 2023 (ex-æquo), 2024 | - Vainqueur (12) : 2008, 2009, 2010, 2011, 2012, 2013, 2014, 2015, 2018, 2023, 2024 et 2025 - Finale (2) : 2017, 2019 |

Sources ,,,,,,,,,,,,,,,,,,

### Récapitulatif par saison
| Saison    | Championnat de France de rugby à XIII en fauteuil roulant | Championnat de France de rugby à XIII en fauteuil roulant          | Championnat de France de rugby à XIII en fauteuil roulant          | Championnat de France de rugby à XIII en fauteuil roulant          | Championnat de France de rugby à XIII en fauteuil roulant          | Championnat de France de rugby à XIII en fauteuil roulant          | Championnat de France de rugby à XIII en fauteuil roulant          | Championnat de France de rugby à XIII en fauteuil roulant          | Coupe de France de Para Rugby XIII (en)                            | Année | Challenge Cup            | European Club Challenge |
| Saison    | Division                                                  | J                                                                  | G                                                                  | N                                                                  | P                                                                  | Pts                                                                | Pos                                                                | Play-offs                                                          | Coupe de France de Para Rugby XIII (en)                            | Année | Challenge Cup            | European Club Challenge |
| --------- | --------------------------------------------------------- | ------------------------------------------------------------------ | ------------------------------------------------------------------ | ------------------------------------------------------------------ | ------------------------------------------------------------------ | ------------------------------------------------------------------ | ------------------------------------------------------------------ | ------------------------------------------------------------------ | ------------------------------------------------------------------ | ----- | ------------------------ | ----------------------- |
| 2007-2008 | Élite 1                                                   | Inconnu                                                            | Inconnu                                                            | Inconnu                                                            | Inconnu                                                            | Inconnu                                                            | ?                                                                  | Champions                                                          | Champions                                                          | 2008  | Compétition inexistante  | Compétition inexistante |
| 2008-2009 | Élite 1                                                   | Inconnu                                                            | Inconnu                                                            | Inconnu                                                            | Inconnu                                                            | Inconnu                                                            | ?                                                                  | Champions                                                          | Champions                                                          | 2009  | Compétition inexistante  | Compétition inexistante |
| 2009-2010 | Élite 1                                                   | Inconnu                                                            | Inconnu                                                            | Inconnu                                                            | Inconnu                                                            | Inconnu                                                            | ?                                                                  | Champions                                                          | Champions                                                          | 2010  | Compétition inexistante  | Compétition inexistante |
| 2010-2011 | Élite 1                                                   | Inconnu                                                            | Inconnu                                                            | Inconnu                                                            | Inconnu                                                            | Inconnu                                                            | ?                                                                  | Champions                                                          | Champions                                                          | 2011  | Compétition inexistante  | Compétition inexistante |
| 2011-2012 | Elite 1                                                   | Inconnu                                                            | Inconnu                                                            | Inconnu                                                            | Inconnu                                                            | Inconnu                                                            | ?                                                                  | Finaliste                                                          | Champions                                                          | 2012  | Compétition inexistante  | Compétition inexistante |
| 2012-2013 | Elite 1                                                   | Inconnu                                                            | Inconnu                                                            | Inconnu                                                            | Inconnu                                                            | Inconnu                                                            | ?                                                                  | Champions                                                          | Champions                                                          | 2013  | Compétition inexistante  | Compétition inexistante |
| 2013-2014 | Elite 1                                                   | Inconnu                                                            | Inconnu                                                            | Inconnu                                                            | Inconnu                                                            | Inconnu                                                            | ?                                                                  | Champions                                                          | Champions                                                          | 2014  | Compétition inexistante  | Compétition inexistante |
| 2014-2015 | Elite 1                                                   | Inconnu                                                            | Inconnu                                                            | Inconnu                                                            | Inconnu                                                            | Inconnu                                                            | ?                                                                  | Champions                                                          | Champions                                                          | 2015  | Ne participe pas         | Compétition inexistante |
| 2015-2016 | Elite 1                                                   | Inconnu                                                            | Inconnu                                                            | Inconnu                                                            | Inconnu                                                            | Inconnu                                                            | ?                                                                  | Champions                                                          | Demi-Finaliste                                                     | 2016  | Ne participe pas         | Compétition inexistante |
| 2016-2017 | Elite 1                                                   | Inconnu                                                            | Inconnu                                                            | Inconnu                                                            | Inconnu                                                            | Inconnu                                                            | ?                                                                  | Finaliste                                                          | Finaliste                                                          | 2017  | Ne participe pas         | Compétition inexistante |
| 2017-2018 | Elite 1                                                   | Inconnu                                                            | Inconnu                                                            | Inconnu                                                            | Inconnu                                                            | Inconnu                                                            | ?                                                                  | Champions                                                          | Champions                                                          | 2018  | Ne participe pas         | Compétition inexistante |
| 2018-2019 | Elite 1                                                   | Inconnu                                                            | Inconnu                                                            | Inconnu                                                            | Inconnu                                                            | Inconnu                                                            | ?                                                                  | Champions                                                          | Finaliste                                                          | 2019  | Ne participe pas         | Compétition inexistante |
| 2019-2020 | Elite 1                                                   | Compétitions annulées à cause de la Pandémie de Covid-19 en France | Compétitions annulées à cause de la Pandémie de Covid-19 en France | Compétitions annulées à cause de la Pandémie de Covid-19 en France | Compétitions annulées à cause de la Pandémie de Covid-19 en France | Compétitions annulées à cause de la Pandémie de Covid-19 en France | Compétitions annulées à cause de la Pandémie de Covid-19 en France | Compétitions annulées à cause de la Pandémie de Covid-19 en France | Compétitions annulées à cause de la Pandémie de Covid-19 en France | 2020  | Ne participe pas         | Compétition inexistante |
| 2020-2021 | Elite 1                                                   | Compétitions annulées à cause de la Pandémie de Covid-19 en France | Compétitions annulées à cause de la Pandémie de Covid-19 en France | Compétitions annulées à cause de la Pandémie de Covid-19 en France | Compétitions annulées à cause de la Pandémie de Covid-19 en France | Compétitions annulées à cause de la Pandémie de Covid-19 en France | Compétitions annulées à cause de la Pandémie de Covid-19 en France | Compétitions annulées à cause de la Pandémie de Covid-19 en France | Compétitions annulées à cause de la Pandémie de Covid-19 en France | 2021  | Ne participe pas         | Compétition inexistante |
| 2021-2022 | Elite 1                                                   | Inconnu                                                            | Inconnu                                                            | Inconnu                                                            | Inconnu                                                            | Inconnu                                                            | ?                                                                  | Champions                                                          | annulée                                                            | 2022  | Finaliste                | Compétition inexistante |
| 2022-2023 | Elite 1                                                   | Inconnu                                                            | Inconnu                                                            | Inconnu                                                            | Inconnu                                                            | Inconnu                                                            | ?                                                                  | Champions                                                          | Champions                                                          | 2023  | Champions                | Champions               |
| 2023-2024 | Elite 1                                                   | Inconnu                                                            | Inconnu                                                            | Inconnu                                                            | Inconnu                                                            | 44                                                                 | 2e                                                                 | Champions                                                          | Champions                                                          | 2024  | Champions                | Champions               |
| 2024-2025 | Elite 1                                                   | 10                                                                 | 10                                                                 | 0                                                                  | 0                                                                  | Inconnu                                                            | 2e                                                                 | Champions                                                          | Champions                                                          | 2025  | Bannie de la compétition | À Venir                 |

## Joueurs notables
- Jérémy Bourson (en)[49], international français, finaliste de la coupe du monde en 2021
- Gilles Clausells (en)[49], international français, vainqueur de la coupe du monde en 2013 et 2017, finaliste en 2021
- Nicolas Clausells (en)[49], international français, vainqueur de la coupe du monde en 2013 et 2017, finaliste en 2021
- Arno Vargas[49]
- Jonathan Hivernat, international français[49],[50]
- Seb Bechara (en), international anglais, finaliste de la coupe du monde en 2017, vainqueur en 2021
- Damien Doré, international français[50]
- Victor Puly
- Joel Lacombe
- Joel Gelade Panzo, international français[50]
- Cyril Torres
- Léo Hivernat, international français[50]